# Plaza Faneromeni
La plaza Faneromeni (en griego: Πλατεία Φανερωμένης; en turco: Faneromeni Meydanı ) es una importante plaza histórica situada dentro de las murallas venecianas de Nicosia. Es sede de una serie de edificios históricos y monumentos, incluyendo la iglesia de Faneromeni, la escuela Faneromeni, la biblioteca Faneromeni, y el mausoleo de mármol. La plaza Faneromeni era el centro de Nicosia antes de que plaza de Eleftheria tomara esa condición en 1974. La iglesia de Faneromeni domina el centro de la plaza y fue construida en 1872 en el sitio donde estaba un antiguo convento ortodoxo. La iglesia está dedicada a Santa María y es la iglesia más grande dentro de las murallas de la ciudad de Nicosia. Arquitectónicamente el edificio de la iglesia cuenta con una mezcla de estilo neoclásico, estilos latinos bizantinos y medievales.